# Saint-Patrice-de-Claids
Saint-Patrice-de-Claids é uma comuna francesa na região administrativa da Normandia, no departamento Mancha. Estende-se por uma área de 5,63 km². Em 2010 a comuna tinha 182 habitantes (densidade: 32,3 hab./km²).